# Georg Hoffmann
Georg Hoffmann (1880 – 1947) va ser un nedador i saltador alemany que va competir a principis del segle xx.
El 1904 va prendre part en els Jocs Olímpics de Saint Louis, on va guanyar dues medalles de plata, en les proves de 100 iardes esquena, del concurs de natació i en salt de palanca del programa de salts. En aquests Jocs també disputà la prova de les 440 iardes braça, en què finalitzà en quarta posició.
El 1906 va prendre part en els Jocs Intercalats d'Atenes i guanyà una plata més, en l'única prova del programa de salts, el salt de palanca de 10 metres. En els 100 metres lliures quedà eliminat en les eliminatòries prèvies.